# Heptathlon aux championnats du monde d'athlétisme 2005
Navigation
Paris 2003 Osaka 2007
Le concours de l'heptathlon des championnats du monde d'athlétisme 2005 s'est déroulé les 6 et 7 août 2005 dans le Stade olympique d'Helsinki, en Finlande. Il est remporté par la Suédoise Carolina Klüft.

## Records
Les records de l'heptathlon (mondial, des championnats et par continent) étaient avant les championnats 2005 les suivants.
| Record                    | Athlète              | Pays             | Points       | Lieu     | Date               |
| ------------------------- | -------------------- | ---------------- | ------------ | -------- | ------------------ |
| Record du monde           | Jackie Joyner-Kersee | États-Unis       | 7 291 points | Séoul    | 24 septembre 1988  |
| Record des championnats   | Jackie Joyner-Kersee | États-Unis       | 7 128 points | Rome     | 1er septembre 1987 |
| Record d'Afrique          | Margaret Simpson     | Ghana            | 6 423 points | Götzis   | 29 mai 2005        |
| Record d'Asie             | Ghada Shouaa         | Syrie            | 6 942 points | Götzis   | 26 mai 1996        |
| Record d'Amérique du Nord | Jackie Joyner-Kersee | États-Unis       | 7 291 points | Séoul    | 24 septembre 1988  |
| Record d'Amérique du Sud  | Conceição Geremias   | Brésil           | 6 017 points | Caracas  | 25 août 1983       |
| Record d'Europe           | Larisa Turchinskaya  | Union soviétique | 7 032 points | Briansk  | 11 juin 1989       |
| Record d'Océanie          | Jane Flemming        | Australie        | 6 695 points | Auckland | 28 janvier 1990    |

## Médaillées
| Or             | Argent        | Bronze           |
| Carolina Klüft | Eunice Barber | Margaret Simpson |

## Résultats
| Rang               | Athlète               | Pays                   | Total | Notes |
| ------------------ | --------------------- | ---------------------- | ----- | ----- |
| Médaille d'or      | Carolina Klüft        | Suède                  | 6887  | SB    |
| Médaille d'argent  | Eunice Barber         | France                 | 6824  |       |
| Médaille de bronze | Margaret Simpson      | Ghana                  | 6375  |       |
| 4                  | Austra Skujytė        | Lituanie               | 6360  |       |
| 5                  | Kelly Sotherton       | Royaume-Uni            | 6325  |       |
| 6                  | Marie Collonvillé     | France                 | 6248  | SB    |
| 7                  | Naide Gomes           | Portugal               | 6189  |       |
| 8                  | Karin Ruckstuhl       | Pays-Bas               | 6174  |       |
| 9                  | Nataliya Dobrynska    | Ukraine                | 6144  |       |
| 10                 | Sonja Kesselschläger  | Allemagne              | 6113  |       |
| 11                 | Jessica Zelinka       | Canada                 | 6097  |       |
| 12                 | Hyleas Fountain       | États-Unis             | 6055  |       |
| 13                 | Lilli Schwarzkopf     | Allemagne              | 5993  |       |
| 14                 | Irina Naumenko        | Kazakhstan             | 5991  | SB    |
| 15                 | Kylie Wheeler         | Australie              | 5919  |       |
| 16                 | Virginia Johnson      | États-Unis             | 5911  |       |
| 17                 | Aryiro Strataki       | Grèce                  | 5884  |       |
| 18                 | Simone Oberer         | Suisse                 | 5882  |       |
| 19                 | Magdalena Szczepańska | Pologne                | 5880  |       |
| 20                 | Yuki Nakata           | Japon                  | 5735  |       |
| —                  | Karin Ertl            | Allemagne              | DNF   |       |
| —                  | Janice Josephs        | Afrique du Sud         | DNF   |       |
| —                  | Yuliya Akulenko       | Ukraine                | DNF   |       |
| —                  | Juana Castillo        | République dominicaine | DNF   |       |
| —                  | Laurien Hoos          | Pays-Bas               | DNF   |       |
| —                  | Tatsiana Alisevich    | Biélorussie            | DNF   |       |
| —                  | Tiia Hautala          | Finlande               | DNS   |       |

## Légende
Records et Performances
- AR : Record continental (area record)
- CR : Record des championnats (championship record)
- MR : Record du meeting (meet record)
- NR : Record national (national record)
- OR : Record olympique (olympic record)
- PR : Record paralympique (paralympic record)
- PB : Record personnel (personal best)
- SB : Meilleure performance personnelle de la saison (season's best)
- WL : Meilleure performance mondiale de l'année (world leader)
- WJR : Record du monde junior (world junior record)
- WR : Record du monde (world record)

Circonstances et Conditions
- DNF : N'a pas terminé (did not finish)
- DNS : N'a pas pris le départ (did not start)
- DQ : Disqualification (disqualification)
- NM : Aucun essai valable enregistré (No Mark)
- Q : Qualifié « directement » au prochain tour (ou à la prochaine compétition), lors d'une compétition majeure, grâce au classement ou à la réalisation des minima (automatic qualifier)
- q : Qualifié au prochain tour (ou à la prochaine compétition), lors d'une compétition majeure, grâce au repêchage ou à la réalisation de l'une des meilleures performances parmi celles des « non qualifiés directement » (grâce au meilleur temps ou à la meilleure distance par exemple) (secondary qualifier)